# Traumfabrik (2019)
Traumfabrik ist eine tragikomische Filmromanze von Martin Schreier, die am 4. Juli 2019 in die deutschen und am darauffolgenden Tag in die österreichischen Kinos kam.

## Handlung
Emil arbeitet auf das Anraten seines Bruders Alex hin im Sommer 1961 als Komparse im traditionsreichen DEFA-Studio Babelsberg, wo er sich während der Dreharbeiten zu einem opulenten Piratenabenteuer, einer deutsch-französischen Koproduktion, Hals über Kopf in das französische Tanzdouble Milou verliebt. Sie scheinen wie füreinander bestimmt und verbringen eine romantische Zeit des Kennenlernens, doch als am 13. August 1961 der Bau der Berliner Mauer beginnt und die Grenzen nunmehr geschlossen sind, werden sie getrennt. Milou reist zurück nach Paris, Emil bleibt zunächst deprimiert in Potsdam-Babelsberg zurück, bis er einen waghalsigen Plan schmiedet, um Milou wiederzusehen. Er gibt sich als Produktionsleiter Karl Boborkmann aus, schreibt hinter dem Rücken des Generaldirektors ein Drehbuch und produziert einen Film. Für diesen und die Hauptrolle „Kleopatra“ kommt Milou erneut von Frankreich in die DDR. Überraschenderweise ist sie jedoch mit ihrem Schauspielkollegen Omar liiert. Nach turbulenten Dreharbeiten wird der Film ein großer Erfolg und Milou entscheidet sich für Emil.

## Produktion
Regie führte Martin Schreier, das Drehbuch schrieb Arend Remmers.
Der Deutsche Filmförderfonds gewährte eine Produktionsförderung in Höhe von 1,6 Millionen Euro, die Filmförderungsanstalt in Höhe von 600.000 Euro, das Medienboard Berlin-Brandenburg in Höhe von 750.000 Euro und die Medien- und Filmgesellschaft Baden-Württemberg 41.184,25 neben einer Referenzmittelförderung in Höhe von 81.324 Euro. Der FilmFernsehFonds Bayern gewährte ein Erfolgsdarlehen in Höhe von 39.288,22 Euro.
Dennis Mojen spielt Emil, Emilia Schüle die Tänzerin Milou. In weiteren Rollen sind Heiner Lauterbach, Ken Duken, Nikolai Kinski, Ellenie Salvo González und Michael Gwisdek zu sehen. Auch das Deutsche Fernsehballett war in die Dreharbeiten eingebunden.
Die Dreharbeiten fanden zwischen 23. Mai und 21. Juli 2018 an 45 Drehtagen in Potsdam, Berlin und im Studio Babelsberg statt, wo sich früher der Sitz der DEFA befand und einer der Handlungsorte des Films ist. Die Grundgeschichte basiert auf wahren Begebenheiten um die Teilung Deutschlands 1961 und den daraus konkret resultierenden Folgen für das älteste Filmstudio der Welt in der heutigen Medienstadt Babelsberg. Auf dem Filmstudiogelände in Babelsberg wird u. a. in den historischen Ateliers der Marlene-Dietrich-Halle und des Tonkreuzes gedreht, die Zuschauer sehen quasi „Film im Film“ und „Babelsberg in Babelsberg“.
Das Szenenbild wurde von Isabel von Forster und Thomas Göldner entworfen, für die Kostüme zeichnete Gabriela Reumer verantwortlich. Als Kameramann fungierte Martin Schlecht.
Die Filmmusik komponierte Philipp Noll. Der Titelsong See you again wurde von Helene Fischer beigesteuert. Dieser Song ist auch auf dem Soundtrack-Album enthalten, das am 5. Juli 2019 von Universal Music veröffentlicht wurde.
Die Premiere des Films erfolgte am 24. Juni 2019 im Berliner Zoo Palast. Am 4. Juli 2019 kam er in die deutschen und am darauffolgenden Tag in die österreichischen Kinos.

## Rezeption

### Kritiken
Heidi Strobel vom Filmdienst findet, die politisch begründete Wende des Films wäre eigentlich der Stoff für eine Verwechslungskomödie, die schonungslos-bissig das Filmwesen der DDR auf die Schippe nimmt und sich geistreich mit den Problemen von Schein und Sein auseinandersetzt. Die Inszenierung nutze ihr Kapital jedoch nicht. Stattdessen führe sie mit großem Pomp das industrielle Studiosystem vor, das sich immer wieder selbst zitiert, so den Glanz seiner Stars, aufwendig ausgestattete Kulissen und grandiose Effekte. Das verhindere die stimmige Zeichnung der Charaktere sowie des zeitgenössischen Lebens und bringe abgenutzte Bilder hervor, die mitunter in großen Gesten oder Kitsch erstarren, wenn es etwa rote Rosen für das Liebespaar regnet, so Strobel weiter.

### Einspielergebnis
In Deutschland verzeichnete der Film ca. 133.000 Kinobesucher.

### Ehrungen
Traumfabrik wurde Anfang Januar 2020 in die Vorauswahl für den Deutschen Filmpreis aufgenommen, blieb aber bei Bekanntgabe der regulären Nominierungen unberücksichtigt.